# Aartsbisdom Reggio Calabria-Bova
Het aartsbisdom Reggio Calabria-Bova (Latijn: archidioecesis Rheginensis-Bovensis; Italiaans: Arcidiocesi di Reggio Calabria-Bova) is een in Italië gelegen rooms-katholiek aartsbisdom met zetel in de stad Reggio Calabria. De aartsbisschop van Reggio Calabria-Bova is metropoliet van de kerkprovincie Reggio Calabria-Bova, waartoe ook de volgende suffragane bisdommen behoren:
- Bisdom Locri-Gerace
- Bisdom Mileto-Nicotera-Tropea
- Bisdom Oppido Mamertina-Palmi

## Geschiedenis
Het bisdom Reggio Calabria werd opgericht in de 1e eeuw. In de 11e eeuw werd het verheven tot aartsbisdom. De bisdommen  Bisignano,  Cassano all'Jonio,  Cosenza, Crotone, Locri, Nicastro, Nicotera, Rossano, Squillace, Tauriana, Tropea en Vibona waren suffragaan aan Reggio Calabria. Later werden hieraan nog de bisdommen Martirano, Malvito en Oppido toegevoegd.
Op 6 maart 1980 bevestigde paus Johannes Paulus II met het motu proprio Cum Rheginensis Ecclesia de apostel Paulus en de heilige Stefanus van Nicea als beschermheiligen van het aartsbisdom Reggio Calabria. Op 30 september 1986 werd door de Congregatie voor de Bisschoppen met het decreet Instantibus votis het bisdom Bovis toegevoegd aan het territorium van het aartsbisdom. Op 30 januari 2001 werden Catanzaro-Squillace en Cosenza-Bisignano tot aartsbisdom en zelfstandig metropool verheven.

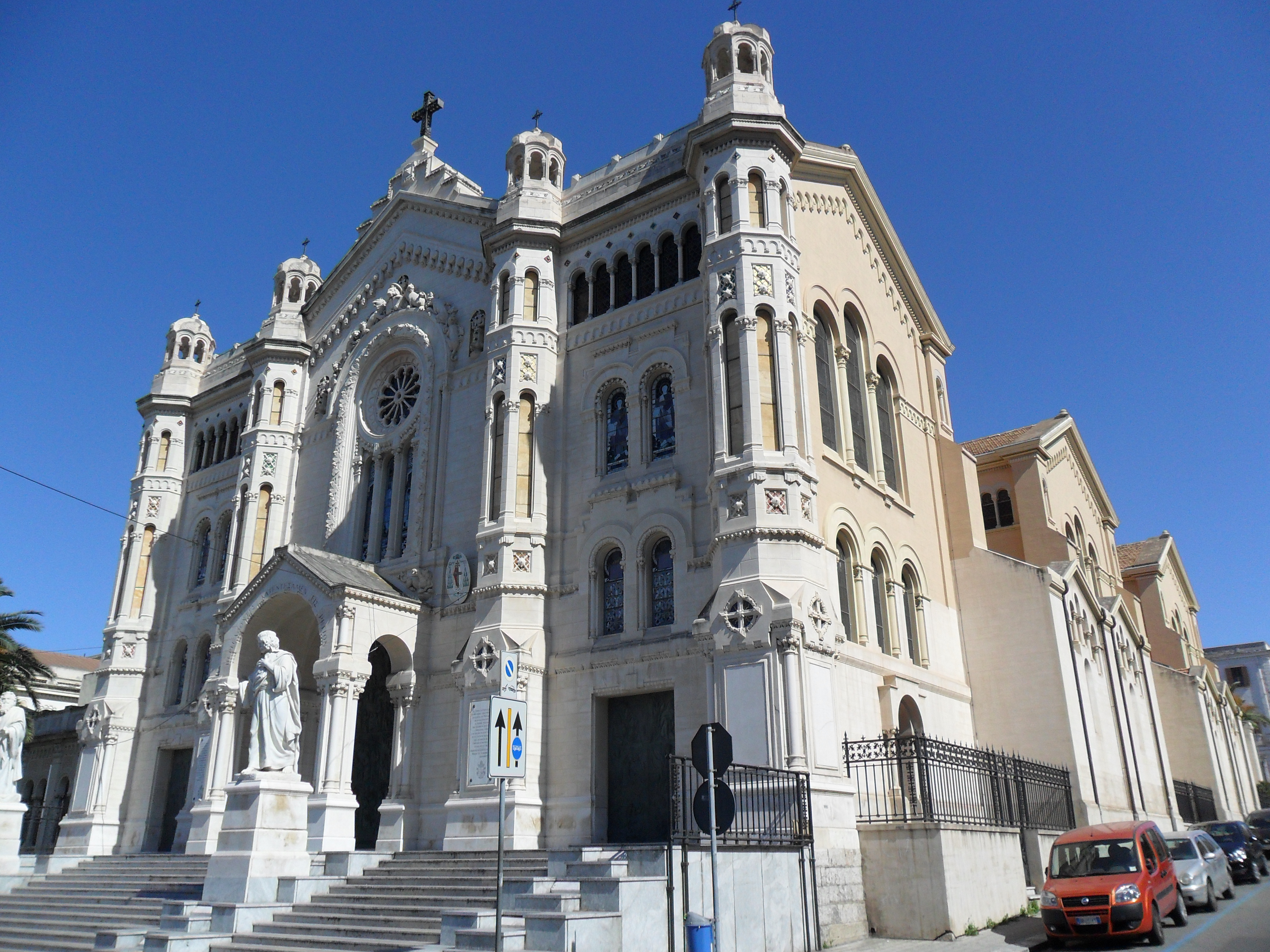
Kathedraal van Reggio Calabria
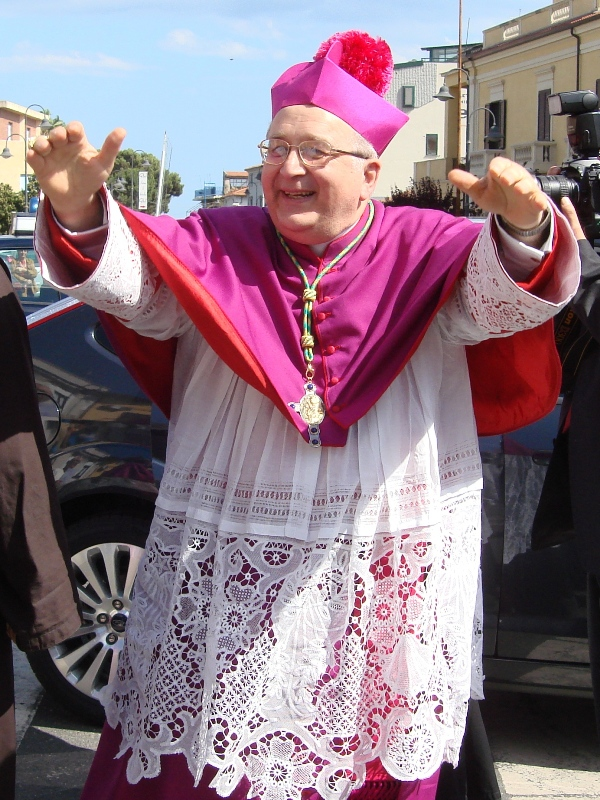
Aartsbisschop Morosini

## Aartsbisschoppen van Reggio Calabria-Bova
- 1986-1990: Aureliano Sorrentino (sinds 1977 aartsbisschop van Reggio Calabria)
- 1990-2013: Vittorio Luigi Mondello
- 2013-heden: Giuseppe Fiorini Morosini OM